# Llengües japòniques
Les llengües japòniques són una família de llengües d'Àsia suposadament descendent d'una llengua comuna anomenada protojapònic.

## Llengües de la família
Les llengües japòniques són:
- Japonès (日本語)
  - Japonès oriental (avui dia representat parcialment per la parla de les illes Aogashima, Hachijō, Minamidaitō, Kitadaitō i algunes petites illes més).
  - Japonès occidental (representat per tots els dialectes japonesos de les illes principals).
    - Japonès occidental de l'est, inclou a la majoria dels dialectes a l'est de la regió de Kansai.
    - Japonès occidental de l'oest, inclou a la majoria dels dialectes a l'oest de la regió de Kantō.
    - Japonès de Kyūshū, amb tots els dialectes de l'illa de Kyūshū.

- Llengües ryukyuenques (琉球語)
  - Llengua amami (奄美語)
    - Dialectes del nord
      - Tanegashima
      - Yakushima
      - Oshima septentrional

    - Dialectes del sud
      - Oshima meridional
      - Yoron

  - Okinawenc (沖縄語)
    - Kunigami (també okinawenc septentrional)
    - Ie
    - Dialectes del sud (també okinawenc central o okinawenc standard)
      - Principal
      - Shimajiri (l'afiliació d'aquests dialectes no és segura, però s'inclou aquí perquè la regió Shimajiri es considera part de la regió corresponent)

  - Miyako (宮古語)
    - Miyako
    - Irabu

  - Yaeyama (八重山語)
    - Ishigaki
    - Iriomote
    - Taketomi

  - Yonaguni (与那国語)

## Relacions amb altres famílies
No existeix una prova concreta universalment acceptada de la relació entre les llengües japòniques i altres llengües, però existeixen una sèrie de teories recolzades per diverses proves:
- La teoria més estesa relaciona les llengües japòniques amb l'antiga i desapareguda llengua de Goguryeo. Uns altres van més enllà incloent el japònic i el goguryeo dins d'una hipotètica i major família de llengües anomenada fuyu que inclouria les llengües extingides associades amb els antics Fuyu i Baekje.
- Una altra teoria relaciona el japònic amb el coreà, basant-se en una gramàtica pràcticament idèntica, malgrat similituds lèxiques escasses. La majoria dels seguidors de la teoria "fuyu" no inclouen el coreà com a part de la família.
- També està la controvertida teoria altaica que afirma que les llengües japòniques, les llengües fuyu, goguryeo i el coreà o qualsevol combinació d'elles formen part de la família de llengües altaica. Estudis lexicoestadístics han mostrat que la llengua viva moderna que tenen el lèxic més proper a qualsevol llengua japònica és l'uigur, una llengua turquesa, pertanyent com la resta d'aquesta família a la macrofamília altaica.
- Finalment estan les teories que proposen vincles amb les llengües austronèsiques i fins i tot els que consideren que el japònic és una branca de la macrofamília àustrica[1][2] però l'evidència a favor d'aquestes propostes és feble.

En vista de la falta de proves contundents, alguns veuen en aquestes similituds un simple "sprachbund" i que les semblances són simplement resultat del veïnatge dels pobles a l'Àsia central al llarg de mil·lennis.

### Comparació lèxica
Els numerals en diferents llengües japòniques són:
| GLOSA | Numerals sinítics | Numerals sinítics | Numerals japònics | Numerals japònics   | Numerals japònics | Numerals japònics | Numerals japònics |
| GLOSA | Sino- japonès     | Xinès clàssic     | Japonès antic     | Japonès modern      | Kunigami          | Yaeyama           | PROTO- JAPÒNIC    |
| ----- | ----------------- | ----------------- | ----------------- | ------------------- | ----------------- | ----------------- | ----------------- |
| '1'   | itɕi ichi         | *i̯it              | pijto             | çitoʦɯ hitotsu      | tʼiːtʃʼi          | pituʦy            | *piːto-tu         |
| '2'   | ɲi ni             | *ńii̯              | puta              | ɸɯtɑtsɯ futatsu     | tʼaːtʃʼi          | huta:ʦy           | *putaː-tu         |
| '3'   | saɴ san           | *sam              | uru-fu            | mitːsɯ mittsu       | miːtʃʼi           | my:ʦy             | *miː-tu           |
| '4'   | ɕi shi            | *sî               | jo < * do         | jotːsɯ yottsu       | ju:tʃʼi           | ju:ʦy             | *ju-tu            |
| '5'   | ɡo go             | *ŋwo              | itu               | itsɯtsɯ isutsu      | ʔitʃʼtʃʼi         | issy              | *itu-tu           |
| '6'   | ɾokɯ roku         | *li̯uk             | mu-               | mɯtːsɯ muttsu       | mu:tʃʼi           | ny:tsy / mu:ʦy    | *mu-tu            |
| '7'   | ɕitɕi shichi      | *tsʰit            | nana              | nɑnɑtsɯ nanatsu     | nanatʃʼi          | nanaʦy            | *nana-tu          |
| '8'   | hɑtɕi hachi       | *pat              | ja < * da         | jɑtːsɯ yattsu       | ja:tʃʼi           | ja:ʦy             | *ja:-tu           |
| '9'   | kʲɯː kyuu         | *ki̯u              | kokono-           | kokonotsɯ kokonotsu | kukunutʃʼi        | hakonaʦy          | *kokono-tu        |
| '10'  | dʑɯː juu          | *ʂip              | towo              | toː too             | tu:               | tu:               | *towo             |